# Брно
Брно (чеш. Brno [ˈbr̩no]), по-немецки Брюнн (нем. Brünn) — статутный город в Чешской Республике в историческом регионе Моравия, близ слияния рек Свитавы и Свратки. Административный центр Южноморавского края и районов Брно-город и Брно-пригород; бывшая столица (1641—1928/49) Моравии. Город с более чем тысячелетней историей.
Второй по величине город Чехии после столицы Праги, находящийся в 205 км от неё, и крупнейший город Моравии. Формирует третью в стране и вторую в Моравии городскую агломерацию (уступающую столичной и Остравской). Численность населения города — 378 тыс. жителей (2012; в 1921—222 тыс. жителей, из них более ⅓ немцев), полной агломерации — 728,1 тыс. жителей (2004).

## История
Впервые упоминается в XI веке как замок (впрочем, территория Брно стала заселяться начиная с V века).
О происхождении названия города имеется несколько версий. Согласно первой, название происходит от славянского глагола «брнити» (оборонять, укреплять); согласно другой — от слова «холм»; согласно третьей — это искажённое название кельтского городища Эбуродунон.
Город имел важное оборонительное значение вплоть до середины XIX века.
В конце XII века город становится центром удельного княжества Пржемысловичей (название Брно в эту эпоху — Бржетиславский град); в 1243 году получил права королевского вольного города, а в конце XIII века стал резиденцией маркграфов моравских.
С XIV века вопросы местного самоуправления стали решать моравские земские сеймы, проводившиеся в Брно каждые два года. Во время восстания гуситов город остался верен королю. В 1454 году королём Ладиславом Погробеком из города были изгнаны все евреи.
Будучи владением Габсбургов (1526—1918), Брно являлся экономическим и культурным центром Моравии (благоприятно повлияло на развитие Брно его выгодное географическое положение); в городе ежегодно проводились международные ярмарки. Столица Моравии поддержала восстание чешских сословий 1618—1620 годов.
Во время Тридцатилетней войны город дважды (в 1643 и 1645 году) осаждался шведскими войсками.
Город не поддался и прусским войскам в 1742 году. В 1777 году Брно стал центром епископства.
Шпилберкская крепость в Брно являлась одной из самых известных тюрем Австро-Венгрии (просуществовала до 1858 года).
В XIX веке произошло становление промышленности Брно; город стал одним из важнейших центров рабочего движения в Чехии. В 1899 году Брно получил и свой университет (Технический университет).
В 1918 году город вошёл в состав Чехословакии. Претерпел сильные разрушения в годы Второй мировой войны, в основном от бомбардировок англо-американской авиацией. Освобождён 26 апреля 1945 года войсками 2-го Украинского фронта в ходе Братиславско-Брновской наступательной операции. После 1945 года в соответствии с декретами Бенеша большинство немцев было изгнано.

## Население
| 1869     | 1869     | 1880     | 1880     | 1890     | 1900     | 1910     | 1921     | 1930     |
| -------- | -------- | -------- | -------- | -------- | -------- | -------- | -------- | -------- |
| 73 771   | ↗104 977 | ↘82 660  | ↗120 122 | ↗145 782 | ↗176 645 | ↗216 709 | ↗237 659 | ↗264 925 |
| 1930     | 1950     | 1950     | 1961     | 1961     | 1970     | 1980     | 1980     | 1991     |
| ↗283 972 | ↗299 099 | ↘284 946 | ↗314 235 | ↗324 173 | ↗344 218 | ↗371 463 | →371 463 | ↗388 296 |
| 1991     | 2001     | 2012     | 2014     | 2016     | 2017     | 2018     | 2019     | 2020     |
| →388 296 | ↘376 172 | ↗378 327 | ↘377 508 | ↘377 028 | ↗377 973 | ↗379 527 | ↗380 681 | ↗381 346 |
| 2021     | 2021     | 2022     | 2023     | 2024     | 2025     |          |          |          |
| ↗382 405 | ↗398 510 | ↘379 466 | ↗396 101 | ↗400 566 | ↗402 739 |          |          |          |

## Климат
В городе Брно умеренно континентальный климат с мягкой зимой и тёплым летом. Среднегодовая температура — 9,4 °C, абсолютный максимум — 37 °C, абсолютный минимум — −26,4 °C. Средняя температура в летний период — 17,8 °C, в зимний — −1,0 °C.
- Среднегодовая температура воздуха — 9,1 °C
- Относительная влажность воздуха — 75,0 %
- Средняя скорость ветра — 3,4 м/с

| Показатель                           | Янв. | Фев.  | Март  | Апр. | Май  | Июнь | Июль | Авг. | Сен. | Окт. | Нояб. | Дек. | Год  |
| ------------------------------------ | ---- | ----- | ----- | ---- | ---- | ---- | ---- | ---- | ---- | ---- | ----- | ---- | ---- |
| Абсолютный максимум, °C              | 16,0 | 17,6  | 24,0  | 27,8 | 31,1 | 36,6 | 36,2 | 37,0 | 32,2 | 27,7 | 19,3  | 19,0 | 37,0 |
| Средний суточный максимум, °C        | 0,5  | 3,2   | 8,8   | 14,7 | 19,5 | 22,7 | 24,7 | 24,9 | 20,1 | 13,7 | 6,8   | 2,0  | 13,6 |
| Средняя температура, °C              | −2,3 | −0,5  | 4,1   | 9,4  | 14,1 | 17,2 | 19,0 | 18,9 | 14,6 | 9,3  | 3,8   | −0,6 | 9,1  |
| Средний суточный минимум, °C         | −5   | −3,8  | 0,0   | 4,1  | 8,5  | 11,6 | 13,2 | 13,2 | 9,6  | 5,2  | 1,1   | −3,1 | 4,7  |
| Абсолютный минимум, °C               | −25  | −22,2 | −18,9 | −7   | −2,8 | 2,0  | 3,0  | 2,8  | −2,2 | −6,5 | −13   | −21  | −25  |
| Норма осадков, мм                    | 24   | 22    | 28    | 28   | 57   | 79   | 58   | 46   | 44   | 33   | 40    | 30   | 489  |
| Источник: Архив климатических данных |      |       |       |      |      |      |      |      |      |      |       |      |      |

| Показатель                           | Янв. | Фев. | Март | Апр. | Май  | Июнь | Июль | Авг. | Сен. | Окт. | Нояб. | Дек. | Год  |
| ------------------------------------ | ---- | ---- | ---- | ---- | ---- | ---- | ---- | ---- | ---- | ---- | ----- | ---- | ---- |
| Средний суточный максимум, °C        | 1,3  | 3,7  | 8,7  | 16,3 | 20,6 | 23,9 | 26,0 | 25,9 | 20,1 | 13,8 | 8,0   | 2,1  | 14,2 |
| Средняя температура, °C              | −1,4 | 0,2  | 4,1  | 10,7 | 15,1 | 18,3 | 20,0 | 20,0 | 14,9 | 9,7  | 4,9   | −0,3 | 9,7  |
| Средний суточный минимум, °C         | −3,9 | −2,9 | 0,2  | 5,3  | 9,7  | 13,0 | 14,6 | 14,5 | 10,2 | 6,0  | 2,3   | −2,6 | 5,5  |
| Источник: Архив климатических данных |      |      |      |      |      |      |      |      |      |      |       |      |      |

## Экономика
Ныне Брно является одним из главных экономических центров Чехии. Важнейшая отрасль — тяжёлое машиностроение. Развиты химическая промышленность, производство станков, турбин, сельскохозяйственных машин (тракторостроительный завод Zetor) и электротехнических изделий; выпускаются точные приборы, системы контроля и управления критическими и производственными процессами (компания UNIS). Текстильная, пищевая, цементная промышленность. Деревообработка и производство мебели. Оптическая промышленность.
Брно — место проведения Международных промышленных ярмарок (первая прошла в 1926 году, площадь выставочной территории — более 500 тыс. м²); здесь имеют место также Международные Туристическая, Финансовая и др. ярмарки.

## Транспорт

### Воздушный транспорт
В городе существует международный аэропорт «Туржаны» (чеш. Tuřany). В 2007 году самыми популярными направлениями были: Лондон, Прага, Жирона (Испания) и Москва, на которые пришлось около 168 тыс. человек. По состоянию на декабрь 2021 года, производятся круглогодичные регулярные рейсы по направлениям Лондон-Станстед (пять рейсов в неделю). В летний сезон к ним добавляются регулярные рейсы в направлениях (расписание 2021 года): Ираклион, Закинтос, Родос, Корфу, Кос, Бургас, Анталия, Хургада, Марса-эль-Алам, Варна.

### Автомобильный транспорт
Город является важным автодорожным узлом. Южную часть города пересекает важнейшая чешская автомагистраль D1, проходящая по маршруту Прага — Брно — Острава — Богумин (граница с Польшей, продолжается в направлении Катовице как автомагистраль A1). В черте города от этой автомагистрали ответвляется автомагистраль D2, следующая по маршруту Брно — Бржецлав (граница со Словакией, продолжается в направлении Братиславы как автомагистраль D2). Другим важным ответвлением является автомагистраль D52, которая по состоянию на март 2018 года построена на участке Райград — Погоржелице (дальше продолжается как дорога первого класса 52). Планируется продолжение этой дороги в направление Микулова и соединение с австрийской A5 до Вены. Эта дорога проходит по трассе, строившейся в 1938—1943 гг., автомагистрали Вена — Вроцлав — Берлин. Планируется, что участок этой же дороги, проходящей на север по маршруту Брно — Свитави, будет достроен и станет автомагистралью D43. По состоянию на март 2018 года, в этом направлении проходит дорога первого класса 43, следующая по маршрутут Брно — Свитавы — Кралики (граница с Польшей)
Через город проходят европейские маршруты E 50, E 65, E 461 и E 462.
Внутри города планируется строительство городского автодорожного кольца (дороги первого класса 42). По состоянию на март 2018 года, полностью готова только северная часть. В 2018 году планируется начать строительство на двух участках: западном и северо-восточном. Строительство целой дороги планируется закончить после 2030 года.

### Железнодорожный транспорт
Брно — крупный железнодорожный узел. Первый поезд пришёл в Брно в 1839 году.
Через город проходят следующие железнодорожные линии: 240 (Брно — Йиглава), 244 (Брно — Грушовани-над-Евишовкоу), 250 (Гавличкув-Брод — Брно — Бржецлав), 260 (Ческа-Тршебова — Брно), 300 (Брно — Пршеров) и 340 (Брно — Угерске-Градиште).
В городе находятся 6 пассажирских и грузопассажирских железнодорожных станций: Главни-надражи (Главный вокзал), Кралово-Поле, Жиденице, Слатина, Горни-Гершпице и Дольни-надражи (Нижний вокзал); 1 грузовая: Маломержице (имеются короткие платформы, на которых некоторые пассажирские поезда делают техническую остановку для посадки/высадки железнодорожных работников, станция отсутствует в расписаниях, путевое развитие совмещено со станцией Жиденице); а также 3 остановочных пункта: Лесна, Речковице и Черновице.
С 2019 по 2020 год, в связи с реконструкцией путей, большая часть пассажирского движения осуществлялась через Дольни-надражи (Нижний вокзал) вместо Главни-надражи (Главный вокзал).

### Городской общественный транспорт
Город является центром Интегрированной транспортной системы Южноморавского края (IDS JMK). В рамках этой транспортной системы функционируют единые цены, билеты, нумерация маршрутов и правила проезда. В черте города находятся тарифные зоны 100 (центр города) и 101 (окраина города). Городской транспорт представлен трамваем, троллейбусом (крупнейшая сеть в стране), автобусом, поездом и такси.
Администрацией города и общественностью рассматриваются планы по созданию частично подземного скоростного трамвая-метротрама.

## Образование
Брно является одним из самых важных университетских городов в Чешской Республике с шестью университетскими и академическими учебными заведениями. Крупнейшим из них является Масариков университет около 42 000 студентов, за ним следуют Технический университет Брно с более чем 22 400 студентами, Университет ветеринарных и фармацевтических наук, Университет сельского и лесного хозяйства имени Менделя, Академия музыки имени Яначека и Университет обороны.

## Экология
Воздушный бассейн достаточно серьёзно загрязнён автомобильным транспортом, промышленными предприятиями, а также предприятиями промышленной зоны Остравы, что очень хорошо видно на карте загрязнения Чешской Республики бенз(а)пиреном (2016, 2015, 2014 г.г.).
Отопление многих домов котлами для сжигания твердого топлива также значительно влияет на уровень загрязнения. На территории атомной станции Дукованы, которая находится всего в 22 км к юго-западу от г. Брно, находится хранилище радиоактивных веществ (сотни тонн высокорадиоактивного урана и плутония).
В зимнее время, при ясной безветренной погоде и высокой влажности, часто наблюдается смог, когда концентрация загрязняющих веществ в воздухе особенно возрастает.

## Культура

### Театры
В Брно, на площади Капустный рынок, расположен один из первых чешских театров — Редута. Крупнейшим театром в Брно считается Национальный театр, действующий на трёх сценах: новоренессансного театра им. Магена, театра Редута и новейшего театра им. Яначека. Однако действующих театров в Брно гораздо больше: «Гусыни на привязи», «Ха-Дивадло», городской театр Брно, театр Болка Поливки, кукольный театр «Радость», театр «Поларка», театр «Г-Студио», театр «Семь с половиной — кабинет муз», а также новый детский театр «Ваньковка».

### Кинотеатры
До 1990-х годов в Брно работало несколько десятков кинотеатров. В течение 1990-х годов перестали работать кинотеатры «Адриатическое море», «Ялта», кинокафетерий «Рио», кинокафетерий «Бобби», клуб «Премьера», «Славия» и «Светозор». В 1999 году открылся современный мульти-кинотеатр компании «Ster Century» в ТЦ Олимпия в Модржице, по сравнению с другими кинотеатрами технически лучше оснащённый, что поставило его вне конкуренции. Эффект усилился в 2001 году с появлением очередного мульти-кинотеатра «Большая пробка» в центре, что привело к закрытию кинотеатров «Альфа», «Беседа», «Капитолий», «Моравия», «Свят и Свет», а пережили это время кинотеатры «Искусство», «Люцерна» и «Скала». Оба мульти-кинотеатра в 2002 году стали собственностью компании «Palace Cinemas».

### Галереи
Самой крупной художественной галереей в Брно считается Моравская галерея, занимающаяся искусством во всей его широте. На выставке современного творчества специализируется «Дом искусств г. Брно», экспозиция которого представлена в «Галерее G99». Ещё одним центром изобразительного искусства являются галереи «Культурного центра г. Брно» (галерея юных, галерея «Кабинет» и галерея «У доброго пастыря»). Галерея им. Ванниека на территории реконструированного загородного дома Митровских «Ваньковки» (галерея «Ваньковки») — постоянное место проведения выставок, мероприятий, сопутствующих ярмаркам, а также общественных мероприятий.

### Музеи
Наиболее выдающимся музеем в Брно считается «Моравский земский музей», которому принадлежат здания Дитрихштейнского дворца, Епископского двора, Дворца дворянок и крытого павильона «Антропос». Также в городе действуют «музей г. Брно», «музей техники в Брно» и «музей цыганской культуры».

### Библиотеки
В Брно находятся библиотека Моравии и городская публичная библиотека Иржи Магена в Брно с рядом филиалов.

### Фестивали
Брно — город посреди Европы, известный прежде всего своим международным конкурсным парадом фейерверков «Игнис Бруненсис». С июня по сентябрь в центре г. Брно проходит культурное лето, состоящее из театрализованных фестивалей, на которых разыгрываются постановки от пьес Шекспира до фольклорных народных праздников. В августе каждого года проходят Дни Брно — празднества, посвящённые успешной обороне города от шведов в 1645 году. Непременно проводятся постановки, реконструирующие характерные для той эпохи боевые сцены. В Брно проходят два ежегодных фестиваля симфонической музыки: Международный музыкальный фестиваль Брно, известный под этим названием с 1965 года, и Международный музыкальный фестиваль «Шпилберг» под открытым небом. Многожанровый фестиваль «Semtex Culture» преподносит популярную молодёжную музыку и фестиваль экспериментальной музыки «Alternativa Brno», отражающий современные альтернативные течения. С 2001 года ежегодным событием стал фестиваль полётов на воздушных шарах и аэростатах «Baloon Jam».
До 1989 года в Марианском Удоли проходили мирные шествия.

### Спорт
В Брно существует старая традиция болельщиков. Посещаемость футбола здесь была рекордной как для Чехословакии, так и для независимой Чехии. В 2001 году по причине катастрофического состояния главного стадиона футбольный клуб Брно переехал из Лужанек на стадион на улице Сербской. Оживить футбольных болельщиков сможет новый стадион, возводимый за Лужанками и имеющий вместимость 30 000 человек, т. н. Колоссеум Брно.
Также недалеко от Брно находится автодром Трасса Брно, на котором проходят этапы MotoGP, FIA GT, WTCC и Formula 2.

## Достопримечательности
В Брно расположены центры науки и образования — филиал Чешской академии наук, Масариков университет, Брненский технический университет, ветеринарно-фармацевтический университет, Яначкова академия музыкальных искусств. Ряд музеев (Городской музей, Моравская галерея, Художественно-промышленный, Национальный технический и др.)
Главные архитектурные памятники Брно расположены в исторической — центральной — части города. Это готический собор Свв. Петра и Павла (XIII—XX вв.), костёл Св. Якуба (XIII—XVI вв.) с костехранилищем, где, в частности, покоятся останки покровителей города — святых Константина и Примитивуса, Св. Томаша (XIV—XVII вв.), Свв. Янов (XIV—XVIII вв.), готическая Старая (XIV—XVI вв.) и Новая (XVI—XVII вв.) ратуши. Атрибуты двух главных брненских легенд находятся в арке Старой ратуши — это колесо от телеги и брненский дракон, обязанности которого выполняет в данный момент крокодил.
Многочисленные сооружения в стиле ренессанс и барокко (театр, XV в.; монастырь капуцинов, построенный в XVII веке, с захоронениями чешских аристократических родов). Центральную часть (являющуюся пешеходной зоной) опоясывает кольцо бульваров, созданное в 1860-х на месте снесённых крепостных стен, а на склоне Петрова холма расположились Денисовы сады. Далее — промышленная и жилая застройка XIX и XX веков. На северо-востоке и юго-востоке города располагаются промышленные районы. Генеральный план застройки города утверждён в 1945 году.
К замечательным архитектурным сооружениям XX в. относятся вилла Тугендгат (1929—1930, архитектор Мис ван дер Роэ, памятник Всемирного наследия), Оперный театр, помещения Международной промышленной ярмарки. Современной достопримечательностью города являются необычные часы в виде гильзы — Брненские куранты.
В августинском монастыре проводил свои опыты основоположник генетики Грегор Мендель.
По улице Poříčí проходит железнодорожная линия, связывающая выставочный центр Брно с железнодорожной станцией. В выставочном центре регулярно проходят выставки железнодорожной техники. Поезда идут на выставку своим ходом, прямо по улице.
Близ Брно расположено поселение Славков, возле которого произошло знаменитое Аустерлицкое сражение.

## Археология и палеоантропология
Верхнепалеолитическая стоянка Брно-Французска была обнаружена в 1891 году при строительстве канализации на улице Французска в районе пересечения с улицей Пржадлацкой (чеш. Přadlácká). Был найден скелет человека и кости животных (лопатка и бивни мамонта, череп и ребра носорога, зубы лошади, часть полированного рога оленя, раковины с солярными или женскими символами), каменные орудия, а также мужская скульптура. Похороненный был покрыт красной краской, на некоторых костях были обнаружены следы костного воспаления периостита. Вероятно, здесь был похоронен важный человек общества того времени, сопровождаемый церемониями и множеством необычных подаяний. Его иногда называют «магом (или шаманом ) из Брно». Значение изотопа углерода δ13C у Брно-Французска 2 (24 тыс. л. н.) = –18,4 ‰, изотопа азота δ15N = +12,2 ‰. Доля белковой пищи водного происхождения у индивидов Дольни-Вестонице-35 (Дольни-Вестонице) и Брно-Французска-2 составляла около 25 %.

## Города-побратимы
- Аббадия Лариана, Италия
- Братислава, Словакия (2008)[50][51][…]
- Вена, Австрия (1998)[52][53][…]
- Воронеж, Россия (1968)[54]
- Дебрецен, Венгрия (2017)[55][56][…]
- Каунас, Литва (1994)[57][58][…]
- Лейпциг, Германия (23 ноября 1973)[59][60][…]
- Лидс, Великобритания (1991)[61][62][…]
- Оденсе, Дания
- Пловдив, Болгария[63]
- Познань, Польша (16 сентября 1966)[64][65][…]
- Пула, Хорватия
- Рен, Франция (1965)[66][67]
- Санкт-Пёльтен, Австрия (1991)[68][69][…]
- Сити-оф-Лидс, Великобритания (1991)[61][62][…]
- Тэджон, Республика Корея (15 ноября 2016)[70][71][…]
- Утрехт, Нидерланды
- Феррара, Италия
- Харьков, Украина (2008)[72][67][…]
- Штутгарт, Германия (1989)[73][74][…]

В честь города Брно назван астероид (290) Бруна, открытый в 1890 году.